# مات جونسون (طبال)
مات جونسون (بالإنجليزية: Matt Johnson)‏ هو طبال أمريكي، ولد في 6 نوفمبر 1970.

## وصلات خارجية
- مات جونسون على موقع ميوزك برينز (الإنجليزية)
- مات جونسون على موقع أول ميوزيك (الإنجليزية)
- مات جونسون على موقع ديسكوغز (الإنجليزية)